# Blackburneus indio
Blackburneus indio är en skalbaggsart som beskrevs av Rudolph Petrovitz 1973. Blackburneus indio ingår i släktet Blackburneus och familjen Aphodiidae. Inga underarter finns listade.